# Wolf & Bear
Wolf & Bear — американський постгардкор гурт із Сакраменто, Каліфорнія, створений 2013 року. До складу гурту входять вокалісти Маркус Сіснерос та Тайлер Ватт, гітаристи Кемерон Нуньєс та Луї Балтазар та барабанщик Джейкоб Коваль. Гурт виник на сцені гардкор-панк-музики Central Valley, пізніше підписав контракт із Blue Swan Records і випустив спліт з постгардкор-гуртом Adventurer у травні 2016 року та дебютний студійний альбом Everything Is Going Grey у жовтні 2017 року.
Гурт випустив концертний альбом Grey Sessions у червні 2018 року, за яким у серпні 2019 року вийшов однойменний мініальбом із чотирьох треків. У 2020 році вони випустили сингли «Monstro» та «Street Rat». Наступного року Wolf & Bear підписали контракт із Rise Records після того, як лейбл Blue Swan Records став імпринтом.

## Історія

### Ранні роки, зміна складу (2014–2015)
Гурт Wolf & Bear створили в Сакраменто, штат Каліфорнія, з метою «розширити жанр прогресивного року» 2014 року. Спочатку до складу гуррту входили вокалісти Сем Коль та Тайлер Ватт, соло-гітарист Стівен Фернандес, ритм-гітарист Кемерон Нуньєс та бас-гітарист Бен Джові. Гурт випустив дебютну пісню «Oil Cup» 27 січня 2015 року з вокалом Сема Коля, який зараз виступає в Sea in the Sky. Пісню записали на Pus Cavern Recording Studios наприкінці 2014 року зі звукорежисерами Трентом Холлінгсвортом і Ніком Скоттом.
2015 рік приніс зміни в складі після відходу Сема Коля, Стівена Фернандеса та Бена Джові. Згодом їх замінили вокаліст Маркус Сіснерос, гітарист Луї Бальтазар і бас-гітарист Натаніель Дуарте. Вони випустили другий сингл «Sight» 8 вересня 2015 року.

### Підписання контракту з Blue Swan, альбомEverything is Going Gray(2016–2017)
6 січня 2016 року вони підписали контракт із звукозаписним лейблом Вілла Свона Blue Swan Records. 29 березня 2016 року гурт випустив на лейблі сингл «Different Fires». 20 травня 2016 року вони випустили Wolf & Bear x Adventurer, спліт EP з товаришами по лейблу Adventurer.
Гурт з'явився в 10-річному ювілейному турі американського постгардкор-гурту Dance Gavin Dance у Сполучених Штатах у грудні 2015 року разом із Strawberry Girls, Slaves, A Lot Like Birds і Dayshell.
8 червня 2017 року вони випустили сингл «GreyBlood», перший сингл із бас-гітаристом Тімом Фіріком, а також музичне відео, прем’єра якого відбулася на Alternative Press. 10 вересня 2017 року студія Blue Swan Records підтвердила, що Wolf & Bear планують випустити дебютний студійний альбом Everything Is Going Grey 3 жовтня 2017 року.

### Grey Sessions, однойменний мініальбом (2018–2019)
5 червня 2018 року гурт випустив концертний альбом із п’ятьма треками Grey Sessions, записаний у Pus Cavern у Сакраменто, Каліфорнія. З 11 по 19 січня 2019 року вони гастролювали на підтримку Sianvar. 28 лютого 2019 року вони випустили головний сингл «Deleto» разом із музичним відео з майбутнього мініальбому, а другий і третій сингли «Red Hen» і «Lifeguard» — 4 червня та 18 липня 2019 року відповідно. Однойменний мініальбом гурту вийшов 14 серпня 2019 року, ставши їхнім першим релізом після того, як гурт покинув Blue Swan.

### Смерть Тіма Фіріка, два сингли, тур Afterburner (2020–2022)
Wolf & Bear випустили два сингли, «Street Rat» і «Monstro», у квітні 2020 року. У грудні 2020 року через триваючу пандемію COVID-19 та її вплив на музичну індустрію гурт транслював Pus Cavern Streaming Event, пряму трансляцію концерту. У лютому 2021 року було оголошено, що звукозаписний лейбл гурту Blue Swan Records став імпринтом лейблу Rise Records у Портленді, штат Орегон, тобто Wolf & Bear разом із Royal Coda та Eidola підписали контракт із цим лейблом.
24 березня 2022 року Dance Gavin Dance випустив сингл «Synergy», який містить гітарні партії Луї Балтазара. 14 квітня 2022 року Dance Gavin Dance оголосив про смерть бас-гітариста Wolf & Bear Тіма Фіріка.

### Bloodletter, скасований тур (з 2023)
3 квітня 2023 року гурт мав взяти участь у турі Truth Decay Tour з You Me at Six і Mothica, однак 15 серпня 2023 року тур було скасовано через особисті причини. 18 серпня 2023 року гурт випустив нову пісню «There's No Dust in The City», у якій взяв участь вокаліст Eidola та Dance Gavin Dance, Ендрю Майкл Веллс, як частину нового альбому Bloodletter. Пізніше Bloodletter вийшов 27 жовтня 2023 року на Blue Swan і Rise Records .

## Склад гурту
Поточний склад
- Кемерон Нуньєс — гітара (з 2013)
- Маркус Сіснерос — вокал (з 2014)
- Тайлер Уотт — екстрим-вокал (з 2014)
- Луї Бальтазар – гітара (2014–2016, з 2020)
- Джейкоб Коваль – ударні (з 2014)

Колишні учасники
- Сем Коль — вокал (2014–2015)
- Чед Стівенс — барабани (2013–2014)
- Натаніель Дуарте — бас-гітара (2014–16)
- Джошуа Юнітт — ритм-гітара (2016–2019)
- Ісаак Вілсон — вокал (2013)
- Бен Шлоттауер — бас (2013–2014)
- Тім Фірік — бас-гітара (2016–2022; помер у 2022)

## Дискографія
Студійні альбоми
- Everything Is Going Gray (Blue Swan Records, 2017)
- Bloodletter (Blue Swan Records / Rise Records, 2023)

Мініальбоми
- Wolf & Bear x Adventurer Split (Blue Swan Records, 2016)
- Grey Sessions (Blue Swan Records, 2018)
- EP (2019)[13]

Сингли
- «Oil Cup» (2015)
- «Sight» (2015)
- «Different Fires» (2016)
- «Deleto» (2019)
- «Red Hen» (2019)
- «Lifeguard» (2019)
- «Street Rat» (2020)
- «Monstro» (2020)
- «There's No Dust in The City (за участю Ендрю Майкла Уеллса)» (2023)
- «Quick Sip 84» (2023)
- «K. Resort» (2023)